# Souarekh
Souarekh (em árabe: السوارخ) é uma cidade e comuna localizada na província de El Tarf, Argélia. Segundo o censo de 2008, a população total da cidade era de 8 173 habitantes.